# Marea Aventură Lego (franciză)
Marea Aventură Lego este o franciză media bazată pe jucăriile de construcție Lego. A început cu filmul din 2014 Marea Aventură Lego care a fost scris și regizat de Phil Lord și Christopher Miller. Succesul filmului a rezultat în lansarea a două jocuri video licențiate, un film 4D de atracție de parc tematic, două filme spin-off intitulate Lego Batman: Filmul și Lego Ninjago: Filmul care au fost lansate în 2017, serialul de animație de televiziune Unikitty care de asemenea a fost debutat în 2017 și o continuare a filmului original intitulat Marea Aventură Lego 2 în 2019. Filmele au avut parte de o recepție pozitivă, cu excepția lui Lego Ninjago: Filmul care a avut o recepție mixtă.

## Filme
| Film                  | Premiera           | Regia                                  | Scenariul                                                                                 | Povestea de                                                                                             | Producători                                                                    |
| --------------------- | ------------------ | -------------------------------------- | ----------------------------------------------------------------------------------------- | --- | ------------------------------------------------------------------------------ |
| Marea Aventură Lego   | 7 februarie 2014   | Phil Lord & Christopher Miller         | Phil Lord & Christopher Miller                                                            | Dan Hageman & Kevin Hageman și Phil Lord & Christopher Miller                                           | Dan Lin și Roy Lee                                                             |
| Lego Batman: Filmul   | 10 februarie 2017  | Chris McKay                            | Seth Grahame-Smith și Chris McKenna & Erik Sommers și Jared Stern & John Whittington      | Seth Grahame-Smith                                                                                      | Dan Lin, Phil Lord, Christopher Miller și Roy Lee                              |
| Lego Ninjago: Filmul  | 22 septembrie 2017 | Charlie Bean, Paul Fisher și Bob Logan | Bob Logan & Paul Fisher & William Wheeler & Tom Wheeler și Jared Stern & John Whittington | Hilary Winston & Bob Logan & Paul Fisher & William Wheeler & Tom Wheeler și Dan Hageman & Kevin Hageman | Dan Lin, Phil Lord, Christopher Miller, Chris McKay, Maryann Garger și Roy Lee |
| Marea Aventură Lego 2 | 8 februarie 2019   | Mike Mitchell                          | Phil Lord & Christopher Miller                                                            | Phil Lord & Christopher Miller și Matthew Fogel                                                         | Dan Lin, Phil Lord, Christopher Miller, Roy Lee și Jinko Gotoh                 |

## Serial de televiziune
| Serial   | Sezoane | Episoade | Lansare originală | Lansare originală | Lansare originală |
| Serial   | Sezoane | Episoade | Premiera          | Finalul           | Canal             |
| -------- | ------- | -------- | ----------------- | ----------------- | ----------------- |
| Unikitty | 3       | 104      | 27 octombrie 2017 | 27 august 2020    | Cartoon Network   |

## Scurtmetraje
- Batman's a True Artist (2014)
- Michelangelo and Lincoln: History Cops (2014)
- Enter the Ninjago (2014)
- The Master (2016)
- Dark Hoser (2017)
- Batman is Just Not That Into You (2017)
- Cooking with Alfred (2017)
- Movie Sound Effects: How Do They Do That? (2017)
- Shark E. Shark in "Which Way to the Ocean?" (2017)
- Zane's Stand-Up Promo (2017)
- Emmett's Holiday Party (2018)

## Distribuție și personaje

### Distribuția principală
Această secțiune include personaje care au apărut în filmele Marea Aventură Lego și alte media.
- O coloană goală și gri indică absența personajului din media.

| Personaj                              | Filme principale | Scurtmetraje             | Serial de televiziune | Filme spin-off   |
| ------------------------------------- | ---------------- | ------------------------ | --------------------- | ---------------- |
| Emmet Brickowski                      | Chris Pratt      | Chris PrattA.J. Locascio |                       | Scenă de archivă |
| Lucy "Wildstyle"                      | Elizabeth Banks  | Elizabeth Banks          |                       |                  |
| Bruce Wayne / Batman                  | Will Arnett      | Will Arnett              | Will Arnett           | Will Arnett      |
| Prințesa Unikitty                     | Alison Brie      | Alison Brie              | Tara Strong           |                  |
| Ben "Benny"                           | Charlie Day      | Charlie Day              |                       |                  |
| MetalBeard                            | Nick Offerman    | Nick Offerman            |                       |                  |
| Președintele Business / Lord Business | Will Ferrell     |                          |                       |                  |
| Vitruvius                             | Morgan Freeman   | Morgan Freeman           |                       |                  |

## Detalii adiționale de echipă și producție
| Film / Serial         | Compozitor        | Montaj                                                           | Producător(i) executiv(i) | Companii de producție | Distribuit de                        | Durata (în minute) |
| --------------------- | ----------------- | ---------------------------------------------------------------- | --- | --- | ------------------------------------ | ------------------ |
| Marea Aventură Lego   | Mark Mothersbaugh | David Burrows Chris McKay                                        | Jill Wilfert Matthew Ashton Kathleen Fleming Allison Abbate Zareh Nalbandian Jon Burton Benjamin Melniker Michael E. Uslan Seanne Winslow James Packer Steven Mnuchin Matt Skiena Bruce Berman | Warner Animation Group Village Roadshow Pictures Lego System A/S Vertigo Entertainment Lin Pictures                                     | Warner Bros. Pictures                | 100                |
| Lego Batman: Filmul   | Lorne Balfe       | David Burrows Matt Villa John Venzon                             | Jill Wilfert Matthew Ashton Will Allegra Brad Lewis Zareh Nalbandian Steven Mnuchin | Warner Animation Group DC Entertainment RatPac Entertainment Lego System A/S Lin Pictures Lord Miller Productions Vertigo Entertainment | Warner Bros. Pictures                | 104                |
| Lego Ninjago: Filmul  | Mark Mothersbaugh | David Burrows Garret Elkins Ryan Folsey Julie Rogers John Venzon | Jill Wilfert Keith Malone Simon Lucas Chris Leahy Seth Grahame-Smith Zareh Nalbandian Brett Ratner                                                                                             | Warner Animation Group RatPac Entertainment Lego System A/S Lin Pictures Lord Miller Productions Vertigo Entertainment Animal Logic     | Warner Bros. Pictures                | 101                |
| Unikitty              | Nick Keller       | Molly Yahr Ryan Samsam Ian Duncan                                | Dan Lin Phil Lord Christopher Miller Roy Lee Jill Wilfert Sam Register | Grupul Lego Warner Bros. Animation | Warner Bros. Television Distribution | 11 per episod      |
| Marea Aventură Lego 2 | Mark Mothersbaugh | Clare Knight                                                     | Jill Wilfert Keith Malone Matthew Ashton Chris McKay Zareh Nalbandian Ryan Halprin Will Allegra Chris Leahy                                                                                    | Warner Animation Group Lego System A/S Rideback Lord Miller Productions Vertigo Entertainment Animal Logic                              | Warner Bros. Pictures                | 107                |

## Recepție

### Box office
| Film                    | Premiera           | Încasări        | Încasări      | Încasări       | Buget        | Ref.  |
| Film                    | Premiera           | America de Nord | Internațional | Mondial        | Buget        | Ref.  |
| ----------------------- | ------------------ | --------------- | ------------- | -------------- | ------------ | ----- |
| Marea Aventură Lego     | 7 februarie 2014   | $257,966,122    | $210,300,000  | $468,266,122   | $60,000,000  | [ 1 ] |
| Lego Batman: Filmul     | 10 februarie 2017  | $175,936,671    | $136,200,000  | $312,136,671   | $80,000,000  | [ 2 ] |
| Lego Ninjago: Filmul    | 22 septembrie 2017 | $59,364,177     | $63,800,000   | $123,164,177   | $70,000,000  | [ 3 ] |
| Marea Aventură Lego 2'" | 8 februarie 2019   | $105,956,290    | $93,646,912   | $199,603,202   | $99,000,000  | [ 4 ] |
| Total                   | Total              | $599,223,260    | $503,946,912  | $1,104,170,172 | $309,000,000 |       |

### Recepție critică și publică
| Film                              | Critici               | Critici             | Public      | Public |
| Film                              | Rotten Tomatoes       | Metacritic          | CinemaScore |        |
| --------------------------------- | --------------------- | ------------------- | ----------- | ------ |
| Marea Aventură Lego               | 96% (253 de recenzii) | 83 (43 de recenzii) | A           |        |
| Lego Batman: Filmul               | 90% (315 recenzii)    | 75 (48 de recenzii) | A−          |        |
| The Lego Ninjago Movie            | 55% (134 de recenzii) | 55 (33 de recenzii) | B+          |        |
| The Lego Movie 2: The Second Part | 84% (301 recenzii)    | 65 (52 de recenzii) | A−          |        |

## Alte media

### Jocuri video
| Joc                               | Data lansării      | Dezvoltator                            | Editor                                                          | Platforme |
| --------------------------------- | ------------------ | -------------------------------------- | --------------------------------------------------------------- | --- |
| The Lego Movie Videogame          | 7 februarie 2014   | TT Fusion                              | Warner Bros. Interactive Entertainment Feral Interactive (OS X) | iOS Microsoft Windows Nintendo 3DS OS X PlayStation 3 PlayStation 4 PlayStation Vita Wii U Xbox 360 Xbox One Android |
| Lego Dimensions                   | 27 septembrie 2015 | Traveller's Tales                      | Warner Bros. Interactive Entertainment                          | Playstation 3 Playstation 4 Xbox One Xbox 360 Wii U                                                                  |
| The Lego Batman Movie Videogame   | 12 februarie 2017  | Warner Bros. Interactive Entertainment | Warner Bros. Interactive Entertainment                          | iOS Android |
| The Lego Ninjago Movie Video Game | 22 septembrie 2017 | TT Fusion                              | Warner Bros. Interactive Entertainment                          | Nintendo Switch Playstation 4 Microsoft Windows Xbox One                                                             |
| The Lego Movie 2 Videogame        | 26 februarie 2019  | Traveller's Tales                      | Warner Bros. Interactive Entertainment                          | Nintendo Switch Playstation 4 Microsoft Windows Xbox One                                                             |

### Atracții
Pe 16 decembrie 2015, un video promoțional pentru un film 4D la Legoland Florida bazat pe Marea Aventură Lego intitulat The Lego Movie 4D: A New Adventure a fost încărcat pe canalul de YouTube al Lego. Scurtmetrajul a avut premiera pe 29 ianuarie 2016 la Legoland Florida iar apoi a fost lansat la toate celelalte Parcuri Legoland și Centre de Descoperire Legoland în acel an. Majoritatea distribuției originale s-a întors, inclusiv Elizabeth Banks ca Lucy "Wyldstyle", Nick Offerman ca MetalBeard, Alison Brie ca Unikitty și Charlie Day ca Benny, în timp ce Emmet a fost dublat de A.J. Locascio (deoarece Chris Pratt nu a fost disbonibil atunci). Călătoria introduce un nou personaj, Risky Business (dublat de Patton Oswalt), care este fratele mai mare al Președintelui Business.